# Jan Magnussen (atlet)
Jan Magnussen (født 1940) er en tidligere dansk atlet. Han er medlem af Holte IF og deltager stadig i veteranstævner.

## Danske mesterskaber
- Guld 1960 Højdespring 1,80
- Guld 1959 Højdespring 1,85

## Personlige rekorder
- Højdespring: 1,96 1962
- Trespring: 13,84 1970